# ジェン・キッシュ
ジェン・キッシュ（Jen Kish、1988年7月7日 - ）は、カナダの女子元ラグビー選手。

## プロフィール
- カナダ・オタワ出身[1]。
- ポジションはナンバーエイト(No8)、フランカー(FL)。
- 身長 168cm、体重 72kg
- ワールドカップ2020のカナダ代表に選ばれた[2]。

## 略歴
2016年、リオ五輪の7人制女子カナダ代表に選ばれて銅メダルを獲得。
2018年、現役を引退した。